# Suregada calcicola
Suregada calcicola är en törelväxtart som beskrevs av Airy Shaw. Suregada calcicola ingår i släktet Suregada och familjen törelväxter. Inga underarter finns listade i Catalogue of Life.